# Joana de Eça (camareira-mor)
Joana de Eça (c. 1480 - d. 13 de Setembro de 1572) foi uma nobre portuguesa.

## Biografia
Filha de João Fogaça e de sua mulher D. Maria de Eça.
A 17 de Maio de 1546, D. Vitória d'Ornelas escreve-lhe uma carta, descrevendo-lhe o mau procedimento de seu genro para com sua filha.
A 13 de Maio de 1550, passa um recibo de 25.000 réis à conta de 100.000 réis que em cada ano tinha de tença.
A 17 de Agosto de 1554, recebe Alvará da Rainha D. Catarina de Áustria para se lhe dar 100.000 réis pela tença que tinha João Fogaça, seu filho.
Foi Camareira-Mor da Rainha D. Catarina, durante a menoridade de D. Sebastião I de Portugal. Parece ter exercido grande influência no ânimo da sua Real Ama, tendo sido a introdutora, no Paço, do Jesuíta Padre Luís Gonçalves da Câmara, seu sobrinho-neto por afinidade, que veio a ser Mestre de D. Sebastião I. Mais tarde, a luxuosa instalação da Camareira-Mor no Convento da Esperança deu origem a murmurações e protestos, aumentando as dificuldades da Regência, que veio a ser confiada ao Cardeal D. Henrique.
Aparece bastante documentada pelo menos ate 13 de Setembro de 1572, quando, já não exercendo como Camareira-Mor da Rainha D. Catarina, esta emite um Decreto em que manda Afonso de Freitas, seu Tesoureiro, dar a Maria da Silva, criada de D. Joana de Eça, 2.000 réis de que lhe fazia mercê.
Casou com Pedro Gonçalves da Câmara, filho de João Gonçalves da Câmara e de sua segunda mulher D. Maria de Noronha, com geração.